# Lucas Walker
Lucas Benson Walker (Launceston, 6 dicembre 1984) è un cestista australiano.

## Palmarès
- Campionato australiano: 1

Perth Wildcats: 2016-2017